# Via delle Forze Armate
Via delle Forze Armate (chiamata storicamente Strada Baggina o via Baggina) è una strada di Milano, storicamente la principale via di collegamento tra il capoluogo e Baggio, fino al 1923 comune autonomo.

## Storia
La strada per Baggio, presente da tempo immemore, nasceva da via Marghera nel borgo della Maddalena, odierna piazza de Angeli, e giungeva sino alla cittadina: nel 1913 viene coperta da una linea tranviaria, che successivamente verrà numerata 34, e che collegava il quartiere con porta Magenta e, successivamente, con piazza Cairoli. Successivamente verrà rinumerata in 18 e collegherà via Bagarotti a Città Studi, per poi venir limitata a Gambara e infine soppressa nel 1979.
Assume il nome attuale durante il periodo fascista, tra il 1930 e il 1946, come parte delle politiche nazionaliste del regime: esso viene mantenuto anche dalle autorità repubblicane. 
Poiché, seppur in territorio milanese, la nuova sede del Pio Albergo Trivulzio venne costruita sulla strada per Baggio, assunse il nome popolare di Baggina: questa parte, che corrispondeva alla parte iniziale della strada, è oggi chiamata via Trivulzio.
Al civico 175 si trovano tre pietre d'inciampo in ricordo della famiglia Varon, deportata ad Auschwitz.

## Percorso

Cartina della strada con in evidenza i precedenti confini comunali

Oggi la strada nasce dalla rotatoria di largo Carlo Alberto Dalla Chiesa: attraversa viale Pisa, passa per la scuola primaria Cabrini e tocca poi il Deposito ATM Baggio, arriva poi nel territorio del fu comune di Baggio in corrispondenza della Caserma Santa Barbara. Lambisce la Piazza d'Armi e l'Ospedale Militare di Baggio, oltre ai resti della Cascina Creta, per poi incrociarsi con le strade che, poco più a Sud, danno vita a via Bisceglie: arriva poi vicino al Parco delle Cave, dove si trova il complesso della Viridiana, progettato da Luigi Caccia Dominioni e Vico Magistretti.
Si abbandona così il territorio di Sella Nuova giungendo nel nucleo storico baggese e la strada si biforca, dando origine a via Cividale del Friuli, che conduce al Quartiere degli Olmi e al Quartiere Valsesia. Entrata nel cuore di Baggio tocca prima la Chiesa Evangelica ADI e poi la Chiesa di Sant'Apollinare  e diviene a senso unico in corrispondenza della biforcazione con via Rismondo, arriva poi in Piazza Cesare Stovani, dopo poche centinaia di metri termina: l'ultimo numero civico corrisponde al Palazziètt ed esce direttamente sulla Chiesa Vecchia, con la viabilità che obbliga a proseguire in via Ceriani e infine verso la piazzetta del Moronasc.

## Trasporti
La principale linea di trasporto pubblico di superficie a toccare la via è l'autobus 67, che collega piazzale Baracca a via Scanini: essa serve la via dal suo principio sino alla diramazione tra via delle Forze Armate e via Rismondo, dove continua per la parte nord del quartiere. Le linee 49, 63 e 78 utilizzano parzialmente la strada. 
La linea di bus notturna sostitutiva della metropolitana NM1 la percorre quasi totalmente per collegare la stazione di Bisceglie al Quartiere degli Olmi.